# Sphaenorhynchus orophilus
Sphaenorhynchus orophilus es una especie de anfibio anuro de la familia Hylidae.

## Distribución geográfica
Esta especie es endémica de Brasil. Habita a más de 1000 m de altitud en la Serra do Mar y en la Serra da Mantiqueira en los estados de Río de Janeiro, São Paulo y Minas Gerais.

## Publicación original
- Lutz & Lutz, 1938 : On Hyla aurantiaca Daudin and Sphoenorhynchus Tschudi and on two allied Hylae from south-eastern Brazil. Anais da Academia Brasileira de Ciências, vol. 10, p. 175-194.[5]